# Gatorade
Gatorade — общее название серии изотонических напитков, производимых компанией PepsiCo. Разработан в 1965 году группой исследователей Флоридского университета по заказу университетской футбольной команды с целью восстановления жидкостей, теряемых организмом во время тренировок. Благодаря постоянной широкой рекламной кампании продукты серии Gatorade являются наиболее популярными спортивными напитками в Северной Америке и одними из наиболее популярных в мире.

## История создания
В 1965 году помощник тренера футбольной команды Флоридского университета, Дуэйн Дуглас, столкнулся с проблемой: игроки его команды постоянно попадали в больницу в ходе игр и тренировок из-за обезвоживания организма, при этом практически не испытывая необходимости мочиться. Дуглас обратился к доктору Роберту Кейду, тогдашнему руководителю отделения нефрологии и электролитов, и тот установил, что потеря жидкостей вызывалась обильным потоотделением, в ходе которого игроки теряли не только воду, но и важные для баланса веществ калий и натрий. Это вело также к снижению уровней энергии и выносливости у игроков.
Кейд обратился к тренеру сборной университета Рэю Грейвзу с просьбой выделить ему игроков для опытов, и получил в своё распоряжение десятерых футболистов из команды первокурсников. Опыты показали, что в ходе тренировок в крови спортсменов снижалось содержание сахара; снижался также и общий объём крови, приводя к различным отрицательным для организма последствиям. Кейд и его сотрудники пришли к выводу, что можно быстро восстанавливать баланс веществ в организме с помощью воды, в которой будут растворены необходимые соли и глюкоза. Первый опытный образец такой смеси был столь омерзительным на вкус, что самого Кейда, попробовавшего его, немедленно вырвало, а остальные сотрудники могли только пробовать его мелкими глотками, не отходя далеко от раковины. Было ясно, что игроки не смогут пить такую смесь в количествах, достаточных для восстановления баланса веществ. Понадобилось значительное количество лимонного сока, чтобы заглушить тухлый вкус напитка и сделать его если не вкусным, то хотя бы пригодным к употреблению.
Первую проверку продукт лаборатории Кейда прошёл во время тренировочного матча второй сборной университета против команды первокурсников. Первокурсникам было разрешено пить смесь Кейда, в то время как вторая сборная пила простую воду. Более опытная и физически мощная вторая сборная повела после первой половины игры со счётом 13:0, но второй тайм был полностью за первокурсниками, проводившими одну успешную комбинацию за другой и не отдавшими соперникам больше ни одного очка. Уже на следующий день Кейд обеспечивал своей смесью игроков первой сборной Грейвза в матче против команды университета штата Луизиана. Луизианская команда, считавшаяся безусловным фаворитом встречи, вела в счёте после трёх четвертей матча, но игроки из Флориды сумели вырвать победу в последней четверти при температуре 39 °C. В следующем сезоне чемпионата NCAA «Кока-колу Кейда» уже пила вся первая сборная Флоридского университета, показавшая в этом году целый ряд рекордных результатов и окончившая его с балансом побед и поражений 8-2, заработав репутацию «команды второго тайма» и выиграв чемпионское звание. При этом одно из своих двух поражений команда потерпела, когда машина с восстанавливающим напитком по загадочной причине не добралась до места игры. Кроме того, сборная, в которой за первые две игры в сезоне были госпитализированы 15 игроков, за остаток года не потеряла больше ни одного. К середине сезона напиток Кейда обрёл имя, ставшее затем торговой маркой: Gatorade. Как вспоминал автор имени Джим Фри, оно соединяло в себе название флоридской команды — «Гейторс» — и слово «лимонад» (англ. lemonade).

## Известность и коммерческий успех

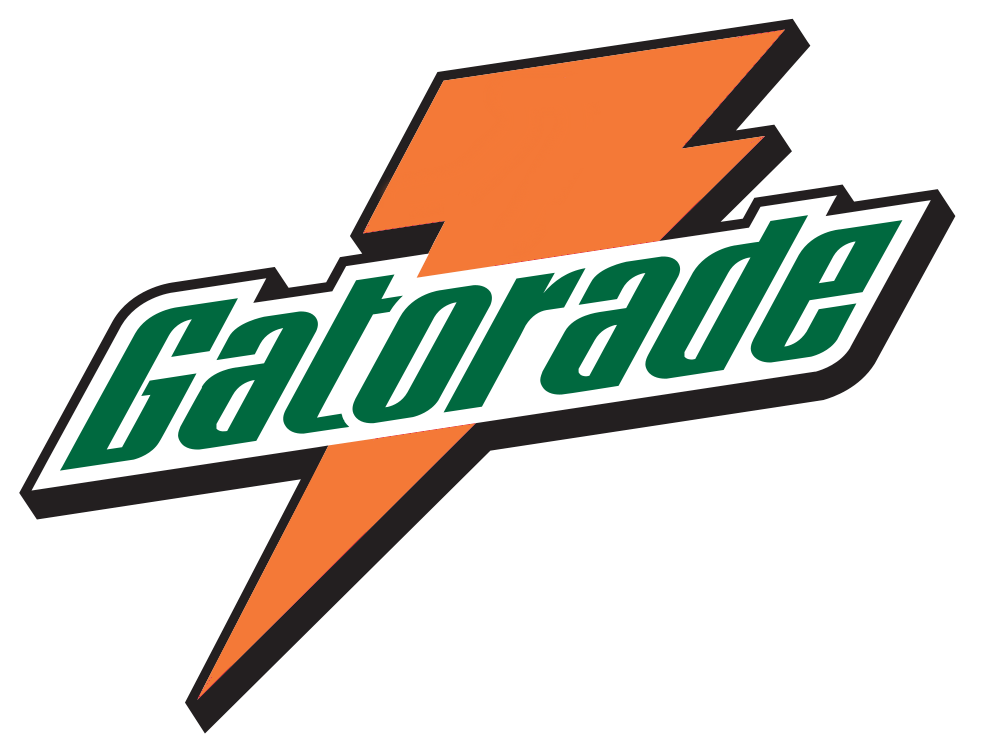
Торговый знак Gatorade до 2009 года

Ключ к успеху флоридской команды стал достоянием гласности после финального матча сезона, в котором «Гейторс» обыграли сборную университета Майами, а в декабре 1966 года Флоридский университет опубликовал официальное заявление, посвящённое новому напитку. На этом этапе Кейд уже задумывался о коммерческом изготовлении Gatorade, даже обратившись в финансовый отдел университета с заявкой на спонсирование с последующим равным разделом доходов, но эта заявка была отклонена. Однако победа талантливой флоридской сборной, ведомой будущим профессиональным квотербеком Стивом Сперриером, принесла Кейду и его напитку известность. В 1967 году один из его бывших ассистентов, нашедший работу в Индианском университете, сумел заинтересовать идеей напитка руководство производителей пищевых продуктов Stokely-Van Camp, чья штаб-квартира располагалась в Индианаполисе; к осени того же года Stokely-Van Camp закрепили за собой права на него в национальном масштабе. К 1973 году завершилась серия судебных процессов, в результате которых часть доходов стала поступать Флоридскому университету и сотрудникам лаборатории Кейда. За следующие четыре десятилетия авторские права принесли каждому из изобретателей Gatorade по 30 млн долларов. Другой юридической проблемой производителей в первые годы выпуска был факт, что используемый в напитке подсластитель — цикламат натрия — был признан опасным для здоровья канцерогеном и запрещён в США в 1969 году; его пришлось заменить фруктозой.
В 1983 году компания Stokely-Van Camp была приобретена фирмой Quaker Oats, развернувшей крупномасштабную рекламную кампанию, к которой был привлечён знаменитый баскетболист Майкл Джордан. Quaker Oats акцентировала в своей кампании научные основы, на которых был построен восстанавливающий эффект Gatorade. В целях создания соответствующего имиджа в 1985 году была основана Лаборатория спортивной физиологии Gatorade под руководством доктора Роберта Маррея; в 1988 году на основе лаборатории был создан Институт спортивных исследований Gatorade.

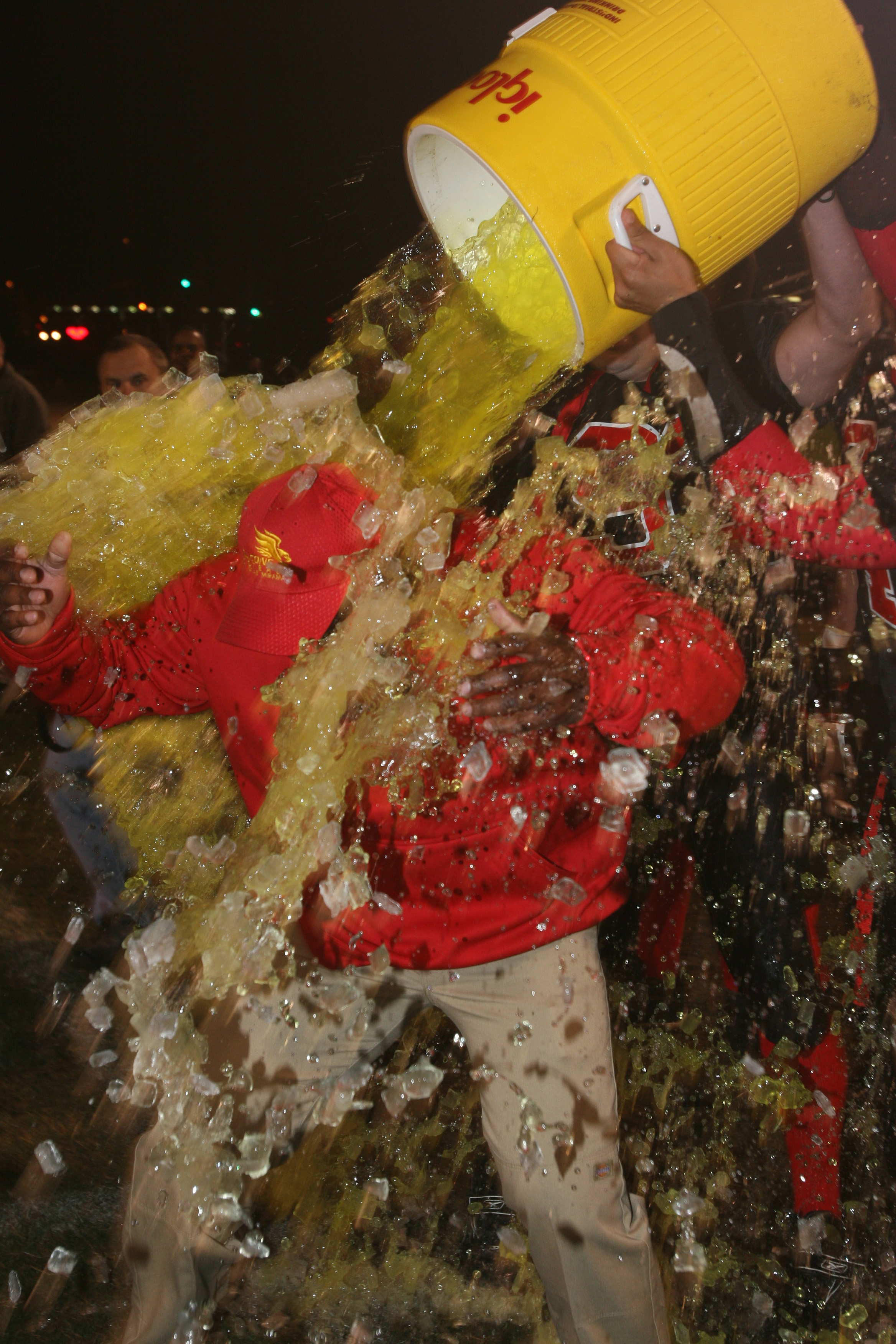
Душ из Gatorade

Узнаваемости торговой марки также способствовала стихийно возникшая спортивная традиция. В 1985 году перед матчем команд НФЛ «Нью-Йорк Джайентс» и «Вашингтон Редскинз» тренер нью-йоркской команды Билл Парселлс, пытаясь мотивировать своего ноуз-гарда Джима Бёрта, целую неделю изводил того рассказами о том, как с ним разделается игрок команды соперников. Когда «Джайентс» выиграли матч со счётом 17-3, Бёрт схватил чан-холодильник с остатками Gatorade и выплеснул его на тренера. После первого шока одноклубники Бёрта оценили шутку и уже на следующей игре отпраздновали победу аналогичным образом. В дальнейшем игрок «Джайентс» Гарри Карсон стал устраивать тренеру «душ из Gatorade» в каждом победном матче. Оценив ценность регулярного показа этого ритуала по телевидению, владельцы компании Quaker Oats отблагодарили Карсона и Парселлса подарочными купонами. Традиция «душа из Gatorade» была подхвачена и другими командами, и его популярность стала настолько высокой, что первенство Бёрта и Карсона в его изобретении даже оспаривалась игроком «Чикаго Беарз» Дэном Хэмптоном, утверждавшим, что впервые проделал этот трюк за год до них. Со временем место Gatorade в ритуале стали занимать вода и другие напитки, а во время визита «Джайентс» в Белый Дом Карсон устроил президенту Рейгану «душ» из воздушной кукурузы, насыпанной, тем не менее, в ведёрко из-под Gatorade.
В результате рекламной кампании Gatorade фактически превратился в монополию на американском рынке спортивных напитков: продукция этой серии составляла 80 % от общего объёма продаж спортивных напитков в США. На протяжении долгого периода после 1983 года продажи Gatorade росли на 20 % ежегодно — от 100 млн долларов в 1983 году до более чем 2,2 млрд долларов в 2001 году. В этот год состоялась новая смена владельца торговой марки Gatorade, когда фирму Quaker Oats приобрёл концерн PepsiCo.

## Gatorade в XXI веке

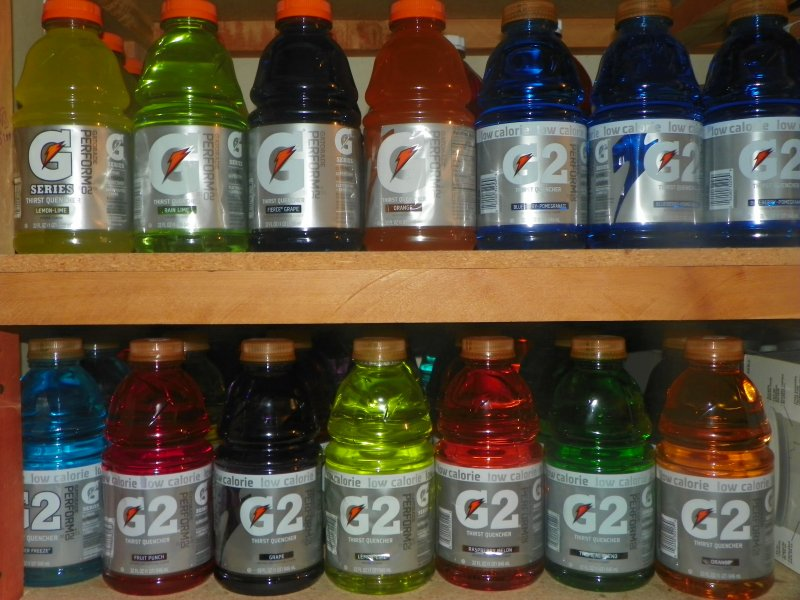
Напитки серии Gatorade на магазинном стеллаже

В XXI веке, через четыре десятилетия после изобретения Gatorade, эта торговая марка остаётся доминирующей на рынке спортивных напитков в США и одной из ведущих в мировом масштабе. Это в значительной степени связано с удачным позиционированием напитков этой серии как имеющих научную основу и дающих реальные спортивные результаты. С 2004 года в рамках семилетнего контракта (обеспечиваемого спонсорскими вложениями в размере 45 млн долларов в год) компания PepsiCo стала официальным поставщиком спортивных напитков всех команд НФЛ; в середине первого десятилетия нового века такие контракты были заключены также между ней и 28 из 30 команд НБА, а общая сумма рекламных контрактов в этот период превышала 135 млн долларов в год. Хотя владельцы торговой марки почти 30 лет отказывались подписывать рекламные контракты с отдельными атлетами и лишь в 1991 году заключили такой контракт с Майклом Джорданом, ставшим на тот момент единственным «лицом» Gatorade, со временем в рекламных роликах напитков этой серии стали появляться такие звёзды спорта, как Миа Хэмм (с 1999 года), Тайгер Вудс, Дуэйн Уэйд, Яо Мин, Кэндис Паркер, Лэндон Донован, Эбби Вамбах, Дерек Джитер, Пейтон Мэннинг, Серена Уильямс и Усэйн Болт.
В результате серия Gatorade сохраняет практически абсолютный контроль над североамериканским рынком спортивных напитков. Даже несмотря на то, что в среднем продукты Gatorade стоят на 7-8 % дороже, чем у конкурентов, в 2011 году они занимали 73,3 % общего объёма продаж изотонических напитков в США; для сравнения, их основной и практически единственный конкурент — Powerade (производитель «Кока-Кола»), успешно расширявший с 2006 года объёмы продаж за счёт почти 20-процентных скидок, — занимал в 2011 году 24,5 % американского рынка. Gatorade также продаётся в более чем 80 странах мира, контролируя 46 % мирового рынка спортивных напитков, согласно исследованиям 2013 года. В 2012 году Gatorade входил в составляемый журналом Forbes список ста наиболее влиятельных брендов мира.